# Сан-Фелис-ду-Шингу (микрорегион)

Сан-Фелис-ду-Шингу на карте.

Сан-Фелис-ду-Шингу (порт. Microrregião de São Félix do Xingu) — микрорегион в Бразилии, входит в штат Пара. Составная часть мезорегиона Юго-восток штата Пара. Население составляет 166 286 человек на 2010 год. Площадь — 121 178,057 км². Плотность населения — 1,37 чел./км².

## Демография
Согласно сведениям, собранным в ходе переписи 2010 г. Национальным институтом географии и статистики (IBGE), население микрорегиона составляет:
| Полное население                             | Полное население                             | Полное население                             | Полное население                             | 166 286 |
| -------------------------------------------- | -------------------------------------------- | -------------------------------------------- | -------------------------------------------- | ------- |
| в том числе:                                 | Городское население                          | 95 926                                       | Процент городского населения, %              | 57,69   |
|                                              | Сельское население                           | 70 360                                       | Процент сельского населения, %               | 42,31   |
|                                              | Мужское население                            | 88 378                                       | Процент мужского населения, %                | 53,15   |
|                                              | Женское население                            | 77 908                                       | Процент женского населения, %                | 46,85   |
| Плотность населения, чел/км²                 | Плотность населения, чел/км²                 | Плотность населения, чел/км²                 | Плотность населения, чел/км²                 | 1,37    |
| Население микрорегиона в % к населению штата | Население микрорегиона в % к населению штата | Население микрорегиона в % к населению штата | Население микрорегиона в % к населению штата | 2,19    |

## Статистика
- Валовой внутренний продукт на 2003 год составляет 793 588 061,00 реалов (данные: Бразильский институт географии и статистики).
- Валовой внутренний продукт на душу населения на 2003 год составляет 8829,97 реалов (данные: Бразильский институт географии и статистики).
- Индекс развития человеческого потенциала на 2000 год составляет 0,712 (данные: Программа развития ООН).

## Состав микрорегиона
В составе микрорегиона включены следующие муниципалитеты:
1. Баннаш
2. Кумару-ду-Норти
3. Ориландия-ду-Норти
4. Сан-Фелис-ду-Шингу
5. Тукуман